# Estádio Eládio de Barros Carvalho
O Estádio Eládio de Barros Carvalho, popularmente conhecido como Estádio dos Aflitos, por estar localizado no bairro dos Aflitos, no Recife, é o estádio usado pelo Clube Náutico Capibaribe.

## História
Inicialmente o local foi arrendado pela Federação Pernambucana de Futebol no início do século XX, mais precisamente em 1917 para mandar os jogos do campeonato pernambucano, ao desistir da empreitada a equipe alvirrubra assumiu o terreno, construiu sua nova sede, ajudou a desenvolver a região e o bairro homônimo. Ao longo inúmeras reformas e adequações ao passar dos anos, o centenário "Campo dos Aflitos" passou ao status de Estádio, tornando-se um dos mais antigos e tradicionais estádios brasileiros.
A inauguração com status de estádio ocorreu em 25 de junho de 1939 em um Clássico dos Clássicos, o nome é uma homenagem a Eládio de Barros Carvalho, histórico presidente do Náutico que comandou o clube por 14 anos em duas ocasiões (1948-54 e 1957-63).

### Campo da liga
A história do "Campo dos Aflitos" começou em 1917 quando a Liga Sportiva Pernambucana, atual FPF, arrendou o terreno para realização das 29 partidas previstas para a edição do campeonato pernambucano daquele ano, junto a um empresário da família Lundgren. Um anos após a inauguração do campo a Liga desistiu do terreno, foi então que prontamente o Náutico assumiu as custas do arrendamento e pagou 250 mil réis por 4 anos.

### De campo a estádio
Em 1921 o campo passou a ser alvirrubro, foi nesse ano que o Náutico passou a ser dono em definitivo do terreno, ainda em 1921 foi construída uma segunda sede (a original era no centro do Recife). 
Na década de 1930 começou a construção das primeiras arquibancadas, já elevando o campo a categoria de estádio, começou com a mudança da posição do campo, com as barras saindo do sentido leste/oeste para o norte/sul, mantido até hoje. Surgiram também os primeiros degraus da arquibancada, com a reabertura do local.
A primeira partida foi uma vitória alvirrubra no Clássico dos Clássicos com o placar de 5x2 contra o Sport na decisão do segundo turno do pernambucano de 1939, campeonato esse que o Náutico viria a ser campeão. O autor do primeiro gol do agora Estádio dos Aflitos foi o jogador Wilson do Náutico, que ainda marcou outro gol no decorrer da partida, os outros gols foram marcados por Bermudes, Celso e Fernando Carvalheira (ídolo e um dos maiores artilheiros da história do clube).

### Expansões

#### Anos 40
A partir da década de 1940 começou as gradativas mudanças que deram a forma atual do estádio, com a construção das sociais e cadeiras. As torres de iluminação foram instaladas e inauguradas em 19 de junho de 1941 na partida entre Great Western e Flamengo do Recife, a partida terminou 2x2. Além dos títulos do Náutico e o belo desempenho e apresentações de inúmeros jogadores pernambucanos que marcaram época, o estádio foi palco da maior goleada da história do futebol local, a partida ocorreu em 1º de julho de 1945, a equipe do Náutico venceu o Flamengo pelo placar de 21 x 3, o famoso jogador Tará balançou as rede nove vezes.

#### Anos 50
Na década de 1950 o estádio ganharia a forma que durou até meados do ano 1996, sendo finalizado as arquibancadas e construindo o placar, o popularmente conhecido "Balança mas não cai", um símbolo do futebol pernambucano. Além disso, foram construídos os túneis de acesso ao vestiário e colocados os primeiros alambrados. Época marcada por títulos, com o bicampeonato nos Aflitos em 50/51. Em 1953, o estádio ganharia o nome de “Eládio de Barros Carvalho” histórico presidente do Náutico que comandou o clube por 14 anos em 2 ocasiões (1948-54 e 1957-63), e um dos grandes idealizadores das reformas e expansões do estádio.
Foi nesse período que o clube conseguiu seus recordes de publico, 31.065 pessoas em 21 de Julho de 1968, com o placar de Náutico 1x0 Sport na decisão do campeonato estadual daquele ano, garantindo o único e inédito hexacampeonato ao clube, e a partida do campeonato estadual em 16 de Agosto de 1970 com um publico total de 31.613 pessoas no jogo Náutico 1x0 Santa Cruz

#### Final dos anos 90 início dos anos 2000
Essa última expansão duraria até 2002 e foi responsável por aumentar os degraus de toda a arquibancada e demolir o Balança mas não cai, dando a forma atual. A capacidade, antes de 30.000, porém, caiu para 22.856, pois a FIFA mudou, em 2000, a medição de dimensionamento.

### Saída dos Aflitos
Após uma vida de uso, a equipe do Clube Náutico Capibaribe assinou em 2011 para, após a Copa das Confederações de 2013, mandar seus jogos na Arena Pernambuco, sendo a despedida em 2 de junho de 2013 num empate em 2x2 contra a Portuguesa válido pelo Campeonato Brasileiro da Série A daquele ano, porém seria usado brevemente em 27 de maio de 2014 na derrota de 1x0 para o Avaí pela série B daquele ano quando a Arena estava sendo preparada para a Copa do Mundo. De 2013 a 2016 o Recife Mariners, time de futebol americano local e parceiro do Náutico até então, utilizou em suas partidas até 2016 quando se mudou para a Arena Pernambuco. No final de 2014 o América-PE de Recife acertou com o Náutico para mandar seus jogos no estádio, ficando lá até 2015 quando o alviverde se mudou para o Ademir Cunha em Paulista, região metropolitana do Recife. Após isso, o estádio recebeu eventos de menor porte, como os jogos do Náutico Beisebol, até não ser mais utilizado e entrar em estado de abandono, isso porque à época já se cogitava demolir o estádio e construir um centro comercial.

## Campanha "Voltando Para Casa"
No final do 1º semestre de 2016 já com grande descontentamento com a Arena de Pernambuco devido ao acesso complicado, a distância, as campanhas ruins, por não ser o "caldeirão" que era os Aflitos, e o não pagamento do aporte mensal combinado em 2013 com a consequente quebra de contrato e posterior investigação da Arena pela Lava Jato, o Conselho Deliberativo do Clube iniciou as ações para a reforma do estádio, que tinha resistências na diretoria do Clube.
Foi realizado um fórum com os associados e, posteriormente, ocorreu uma Assembleia Geral dos associados a fim de perguntar se o Clube Náutico Capibaribe deveria voltar a jogar nos Aflitos. Por esmagadora maioria, com apenas dois votos contrários, os associados decidiram pela reforma. Foi instituída uma comissão entre o conselho deliberativo e a diretoria do clube, chamada de Campanha Voltando Pra Casa em 23 de agosto de 2016, que tinha como projeto tornar o estádio utilizável gradualmente, a medida que os recursos chegavam, sendo eles de patrocinadores, sócios, venda das cadeiras antigas do estádio entre tantos outras ideias criadas para angariar dinheiro.

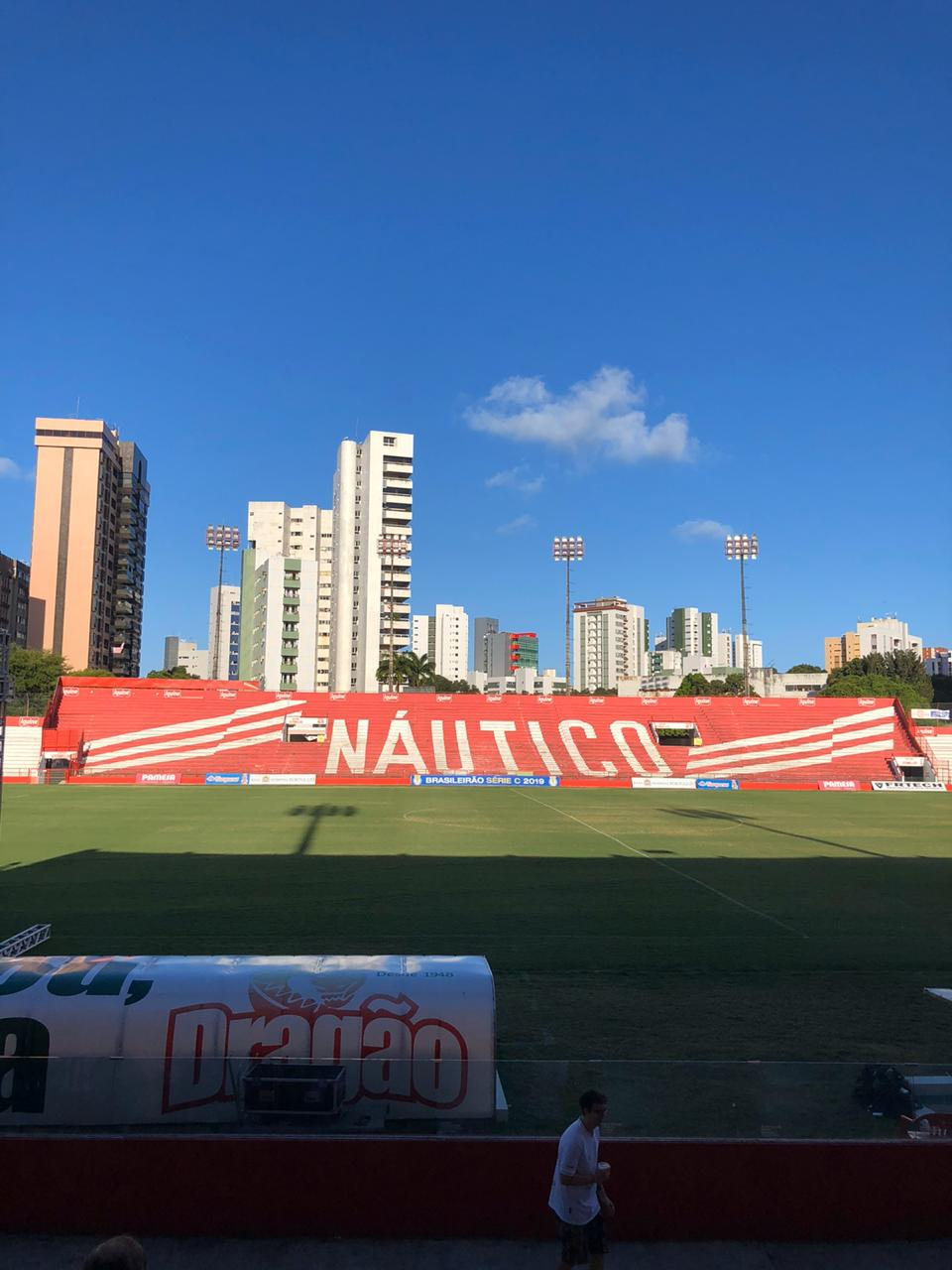
Pintura dos Aflitos

A revitalização previa além da adaptação do estádio aos regulamentos (o estádio é de 1939), a construção de um foodpark, bares, alameda e espaço pra mídia, com a intenção de aumentar a receita do clube. As obras foram realizadas com maior intensidade  a partir de meados de 2017, e após a contratação com uma empresa que investiu na reforma, em setembro de 2017, tudo começou a correr melhor. A previsão era que o estádio fosse reaberto em abril de 2018, porém, por conta das dificuldades do Clube, a reabertura ocorreu somente no dia 16 de dezembro de 2018, em uma partida amistosa contra o Newell’s Old Boys da Argentina. A partida terminou 1 x 0 para o Náutico, gol do atacante Thiago, com a maior renda da história de Pernambuco.

### Nova Pintura
Em mais uma empreitada da diretoria para motivar a torcida acerca da volta para os jogos nos Aflitos, foi criada uma campanha para decidir a nova pintura do estádio, Com 79% votos, foi definido o layout da nova pintura da arquibancada leste dos Aflitos, cuja ideia era colocar o nome do clube no setor oposto às cabines de transmissão na televisão, como forma de divulgação. Anteriormente, a palavra "Náutico" ficava nas cadeiras. Portanto, a enquete lançada pela comissão paritária do Náutico, na página oficial do clube no Facebook, teve duas opções com o mesmo design: fundo vermelho com letras e detalhes brancos e fundo branco com letras e detalhes vermelhos. Venceu a primeira opção, que liderou a sondagem durante toda a semana no ar, ao todo, foram mais de três mil participações.

## Maiores públicos
- 31.613 - 16 de agosto de 1970 - Náutico 1 x 0 Santa Cruz - Estadual
- 31.065 - 21 de julho de 1968 - Náutico 1 x 0 Sport - Decisão do estadual
- 29.891 - 26 de novembro de 2005 - Náutico 0 x 1 Grêmio - Quadrangular final Série B
- 28.022 - 4 de dezembro de 1997 - Náutico 0 x 2 América-MG - Quadrangular final Série B
- 22.000 - 18 de novembro de 2006 - Náutico 2 x 0 Ituano - Série B

## Jogos históricos
- Náutico 5 x 2 Sport - 25 de junho de 1939 - Estadual - Primeiro jogo do estádio
- Great Western 2 x 2 Flamengo do Recife - 19 de junho de 1941 - Estadual - Primeiro jogo com iluminação artificial
- Náutico 6 x 1 Tramways - 26 de junho de 1941 - Estadual - Primeiro jogo com iluminação artificial com o dono da casa
- Náutico 21 x 3 Flamengo de Recife - 1 de julho de 1945 - Estadual - Maior goleada do clube, da competição e do estádio
- Náutico 2 x 3 Vélez Sarsfield (ARG) - 6 de dezembro de 1951 - Amistoso - Primeiro amistoso internacional do Náutico no estádio
- Náutico 2 x 2 Sporting (POR) - 31 de julho de 1952 - Amistoso - Primeiro time europeu a jogar no estádio
- Náutico 1 x 0 Sport - 21 de julho de 1968 - Decisão do estadual que garantiu o inédito hexacampeonato e maior público do estádio até então
- Náutico 1 x 0 Santa Cruz - 16 de agosto de 1970 - Estadual - Maior público do estádio até hoje (31.613 pessoas)
- Náutico 1 x 0 Santa Cruz - 12 de novembro de 1974 - Decisão do estadual - Vitória que garantiu o título ao alvirrubro depois de 6 anos e evitou o hexacampeonato do Santa Cruz
- Náutico 3 x 2 Atlético Mineiro - 18 de outubro de 1989 - Brasileiro Série A - Gol mais rápido da história da Série A, Nivaldo (Náutico) aos 8 segundos
- Náutico 2 x 1 Ceará - 27 de outubro de 1993 - Brasileiro Série A - Ambas as equipes precisavam vencer para escapar do rebaixamento, o Náutico venceu de virada no segundo tempo e se garantiu na Série A de 1994, enquanto o Ceará foi rebaixado a Série B de 1994
- Náutico 3 x 0 Freienbach (SUI) - 28 de fevereiro de 1996 - Amistoso
- Náutico 5 x 4 União São João-SP - 7 de setembro de 2002 - Brasileiro Série B - Jogo emocionante onde o Náutico saiu perdendo, abriu 4 x 2, levou o empate, mas virou nos últimos minutos
- Náutico 0 x 1 Grêmio - 26 de novembro de 2005 - Brasileiro Série B - A famosa Batalha dos Aflitos
- Náutico 2 x 0 Ituano - 18 de novembro de 2006 - Brasileiro Série B - A volta à Série A depois de 12 anos, considerada a volta por cima da batalha no ano anterior
- Náutico 4 x 1 Botafogo-RJ - 9 de setembro de 2007 - Brasileiro Série A - O ídolo uruguaio Beto Acosta marcou 4 gols, sendo o primeiro estrangeiro a fazer tal feito no Brasileirão
- Náutico 5 x 0 Atlético Paranaense - 29 de setembro de 2007 - Brasileiro Série A - Maior goleada do time em casa em todas as divisões do brasileiro
- Náutico 1 x 0 Sport - 17 de abril de 2011 - Estadual - 500.º Clássico dos Clássicos
- Náutico 1 x 0 Sport - 2 de dezembro de 2012 - Brasileiro Série A - Marcou o rebaixamento do rival e classificação a uma competição internacional depois de 44 anos
- Náutico 2 x 2 Portuguesa-SP - 2 de junho de 2013 - Brasileiro Série A - Despedida do estádio antes do hiato de 5 anos sem uso regular do clube para futebol
- Náutico 1 x 0 Newell's Old Boys (ARG) - 16 de dezembro de 2018 - Amistoso - Reinauguração do estádio reformado e maior renda em jogos de clubes de Pernambuco (R$ 1.576.220,00)
- Náutico 2(5) x (3)2 Paysandu-PA - 8 de setembro de 2019 - Quartas de final da Série C 2019 - jogo da classificação do Náutico para a Série B 2020, jogo marcado pela desvantagem de 2x0 até o último minuto quando o time buscou o empate e a classificação nos pênaltis[13]

## Dados do estádio
- 1.º jogo (25 de junho de 1939): Náutico 5 x 2 Sport
- 1.º gol (25 de junho de 1939): Wilson (Náutico)
- Maior Público (16 de agosto de 1970): Náutico 1 x 0 Santa Cruz (31.613 pessoas)
- Maior Goleada (1 de julho de 1945): Náutico 21 x 3 Flamengo (PE)
- 1.º jogo depois da reforma (16 de dezembro de 2018): Náutico 1 x 0 Newell's Old Boys (ARG)
- 1.º gol depois da reforma (16 de dezembro de 2018): Thiago (Náutico) aos 3 minutos do primeiro tempo
- Capacidade: 16.948 pessoas (estimativa depois da reforma, valor pode ser mudado após testes em jogos oficiais)
- Medidas do gramado: 105 x 68 metros